# Rūdarpur
Rūdarpur är en ort i Indien.   Den ligger i distriktet Deoria och delstaten Uttar Pradesh, i den nordöstra delen av landet, 700 km öster om huvudstaden New Delhi. Rūdarpur ligger 79 meter över havet och antalet invånare är 30 873.
Terrängen runt Rūdarpur är mycket platt. Runt Rūdarpur är det tätbefolkat, med 849 invånare per kvadratkilometer. Närmaste större samhälle är Deoria, 17,7 km öster om Rūdarpur. Trakten runt Rūdarpur består till största delen av jordbruksmark.